# 82 Virginis
82 Virginis, eller m Virginis, är en misstänkt variabel (VAR) i Jungfruns stjärnbild.
Stjärnan har visuell magnitud +5,03 och varierar med 0,011 magnituder med en period av 4,30942 dygn.